# Szólószonáta (Bartók)
Bartók Béla Szólószonátája hegedűre (Sz. 117, BB 124) a 20. század egyik legjelentősebb szóló vonós hangszerre írt kompozíciója. Bartók utolsó befejezett alkotása Yehudi Menuhin megrendelésére készült 1944-ben. A kottában – amelyet kiadásra Yehudi Menuhin készített elő – a következő szöveg olvasható: „Ez a szólóhegedű-szonáta 1944 márciusában készült el, és Bartók utolsó előtti műve, mivel az utolsó a Harmadik zongoraverseny”.

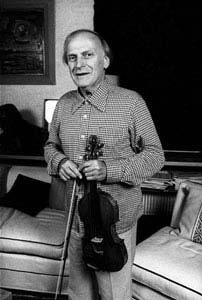
Yehudi Menuhin 1980-ban

## Keletkezéstörténet
Bartók 1940-ben bekövetkezett amerikai emigrációját követően újabb hegedűsökkel kerülhetett kapcsolatba. Az 1937–1938-ban Székely Zoltánnak írott II. hegedűversenyét többek között pont Yehudi Menuhin kezdte rendszeresen játszani, és 1942 őszén éppen a mű tanulása apropóján kereste meg először levélben Bartókot.
A személyes megismerkedésre csak egy évvel később, 1943 novemberében került sor, egy koncert alkalmával, aholy a szerző I. hegedű-zongora szonátája mellett Johann Sebastian Bach C-dúr szólószonátáját is, „kitűnő, klasszikus stílusban". A koncert előtt Menuhin találkozni szeretett volna Bartókkal, hogy kikérje a véleményélt a Hegedűszonáta előadásával kapcsolatban. Hogy mennyire egymásra találtak, azt nemcsak Menuhin meghatott visszaemlékezése, hanem Bartók nem sokkal később, volt tanítványának, Wilhelmine Creelnek írt levele is bizonyítja. „Valóban nagy művész […] Ha igazán nagy művészről van szó, akkor nincs szükség a zeneszerző tanácsára és segítségére, az előadóművész maga is megtalálja a helyes utat”. Bartók ezen kívül ezt is megjegyezte: „…örvendetes dolog, hogy egy fiatal művészt érdekli korának zenéje, amely nem vonz közönséget".
Találkozásukon kérte föl Menuhin egy szólószonáta komponálására. A fölkérést Bartók elfogadta.
Lehetséges, hogy Bartók soha nem írt volna szólószonátát, ha nem kap felkérést. Utolsó amerikai évei előtt sem tervei, sem kompozíció-töredékei között nem bukkant fel ilyen ötlet. Számára egyértelműen a vonósnégyes volt a kamarazene ideális műfaja. A vonóstrió nem érdekelte; a 44 hegedűduót pedig felkérésre írta – ez a sorozat egyébként is a pedagógiai indíttatású, a népzene-alapozású művek csoportjához tartozik.
1943–1944 telét egészségi állapotának helyreállítása érdekében New Yorktól távol, az enyhe klímájú észak-karolinai üdülőhelyen, Asheville-ben töltötte Bartók. A mű itt keletkezett, de nem a megszokott körülmények között, dolgozószobájának kettős ajtaja mögé zárkózva, sok zongora melletti improvizálással indult el az alkotói folyamat, hanem kizárólag fejben dolgozva.
Komponálásának története jól dokumentált, forrásai nagyrészt megőrződtek. Keletkezéstörténetének fő dokumentuma az egy évvel korábban komponált Concertóéhoz hasonlóan, egy népzenei lejegyzőfüzetből lett skiccfüzet, az ún. Arab gyűjtőfüzet (szerzője ezt 1913 júniusában használta az algériai Biskra környéki gyűjtőútján). A füzetet Amerikába is magával vitte, s tervezett új kompozícióját ebben vázolta föl.
A Szólószonáta fogalmazásának java 1944. február végén történhetett: február 28-án készen állt az első tétel (legalábbis feleségének már erről számolt be); március 9-én a szonáta egy részét már letisztázva küldte el Bartók New Yorkba; március 10-én Bartók Péternek, vagyis fiának is említi levélben, hogy „Irka-firka másoló munkámon kívül most egy szólóhegedű szonátát írok Menuhinnak”, március 14-én fejezte be a komponálást és március 16-án a tisztázat hátralévő részét is postázta feleségének, hogy másolatok készülhessenek Menuhin számára.

## Technikai problémák
Habár, eltérően kortársaitól (Igor Stravinskytól vagy Karol Szymanowskitól, akik szívesen alakították ki fontos hegedűkompozícióikat egy hozzáértő hegedűs közreműködésével) Bartók önállóan komponálta meg hegedűszólamait, bár utólag mindig gondosan átnézette azokat előadási szempontból hegedűművész ismerőseivel. Ahogy II. hegedűversenyének szólamában is sok részletet finomított Székely Zoltánnal, úgy a Szólószonáta esetében Menuhinnal is igen részletesen beszélt meg levélben és próba alkalmából személyesen technikai kérdéseket. Szükség is volt erre, hiszen, mint Menuhin 1981-ben visszaemlékezett, meglátva a kompozíciót 1944 márciusában, először eljátszhatatlannak gondolta. Mikorra azonban a következő hónapokban levelezni kezdtek a műről, már csak egy-egy technikai részlet kivitelezhetőségét kellett egyeztetniük.
A szólóhegedűre írt szonáta műfaja már Johann Sebastian Bach idején a technikai megvalósíthatóság határát súrolta. Az azóta eltelt több mint kétszáz év alatt kialakult új zenei stílus meghozta a maga technikai problémáit és nyelvi nehézségeit a hegedűjáték számára is: ezeknek a problémáknak és szinte áthághatatlan nehézségeknek tömegét tetézte Bartók számára az a körülmény, hogy ő maga nem játszott hegedűn, mindazonáltal számos megszólaltatási effektusát próbálta ki, és korábbi vonós kamarazenéiben már sikerült e hangszer sajátos kifejezésmódját megtalálnia. Tehát Bartók egyáltalán nem volt biztos abban, hogy a technikailag igen nehéz mű minden részlete játszható.
Egyik, Menuhinnak írt levelében Bartók említést tett a hangfogó alkalmazásáról az Adagió tételben és alternatív megoldást javasolt, mely szerint „A harmadik tétel mindvégig hangfogóval játszható; de mi lenne, ha egyáltalán nem használnánk hangfogót?”
A fináléval kapcsolatban egyébként azt írta Bartók: „A negyedhangok az utolsó tételben csak színezést („colouring”) jelentenek, azaz nem strukturális jelentőségűek és ezért elhagyhatók". Ő maga mindjárt tett is javaslatot egy könnyebben játszható félhangos alternatív formára. De megjegyezte, „A legjobb mindenesetre az lenne, ha hallhatnám mindkét változatot és azután döntenék, érdemes-e negyedhangokat játszani vagy sem". Turnéi ellenére június végére Menuhin már vissza is küldte az egyik példányt Bartóknak, majd ismételt javítások után 1944. november 26-án megtörtént New York-i ősbemutató előtt négy órán át tárgyaltak a részletekről. Bartók még mindig sok javítanivalót talált művén. Sőt 1945 nyarán, kevéssel halála előtt újabb találkozásról leveleztek, hogy a kiadás előtt eldöntsék a kottázás végleges formáját. Erre már nem került sor.
A kiadást amúgy Bartók nem sürgette, hiszen Menuhin az 500 dollár értékű megrendelés fejében egy évi rendelkezést kért a mű előadása fölött (a szerző javaslatára végül is két év lett).
Köztudott, hogy a Szólószonáta végül is a negyedhangos részek nélkül, Menuhin nevével jelzett közreadásban jelent meg – tulajdonképpen kicsit zavaros formában, ami jórészt a kiadói szerkesztés hibája: aki csak ezt a változatot ismeri, gyakran nem tudhatja, mely előadási jelek származnak Bartóktól, s melyek Menuhintól.
Miután az 1980-as évektől több tanulmány is foglalkozott a negyedhangos változattal, sürgetve annak kiadását, végül 1994-ben a zeneszerző fia, Bartók Péter megjelentette a Szólószonáta úgynevezett urtext kiadását – ebből viszont mindaz hiányzik, amit ugyan Bartók-kézírás nem dokumentál, viszont utolsó próbájukon kikristályosodott, s Menuhin a gyakorló hegedűs technikai nyelvén írásban is rögzített. Az eset több szempontból tanulságos: a kottaírás végül is nem egyértelmű; más iskolából–generációból érkező zenészek ugyanazt a kottát részben eltérően olvassák. Bartók, bár nagyon is tisztában volt a kottaírás tökéletlenségével és ezért a szerző akarata szerinti előadás lemezfelvételét fontos kiegészítő információnak tekintette, az utolsó pillanatig bajlódott alkotásai tökéletes lekottázásán.

## Tételek

### Tempo di ciaccona
Az első tétel címében Bartók által jelzett "ciaccona" „chaconne tempó”-ra és nem chaconne formára utal. Szonátaformájú darab chaconne jellegű tematikával, hangneme g-mollból indul és G-dúrba érkezik meg; ritmikája és dallamvilága leheletfinom átmenetet képez a spanyol sarabande és a magyar rapszódiák szeszélyes-patetikus lejtése között.

### Fuga, Risoluto, non troppo vivo
A fúga kidolgozásmódja jóval kötetlenebb, mint a példaképéül szolgáló Bach-szonátáké (akár a C-dúr, akár az a-moll, akár a g-moll szólószonátáé). Terjedelmes szakaszokon át szünetel a fúgatéma, s a hegedűszólam dúsan burjánzó szövete fantáziaszerűen változik. A fúgatéma bachi mintára alakul, terebélyesedik egyetlen rövid és határozott kisterc-motívumból négyszólamú expozícióvá, amelyben a témabelépések hagyományos hangnemi rendben következnek. A befejezésnél tömören és drámai hatást keltőn hangzik fel még egyszer a téma ősképletét alkotó kisterc-motívum.

### Melodia, Adagio
A Melódia címet viselő lassú tétel az öntörvényű, karcsú, kromatikával színezett bartóki dallamosság egyik legszebb megnyilatkozása. Az egyszólamú, egy lélegzetű ének a háromtagú forma középrészében bonyolultabbá, instrumentális színezetűvé válik, amelynek rejtekéből csak áttételes értelmezéssel bontakozik ki a népdaljellegű dallam. (Ez az a részlet, amelynek szordínós játékmódját Bartók habozva mérlegelte Menuhinhoz írott levelében.) A visszatérő szakasz a zeneszerző művészi elvének és gyakorlatának megfelelően variált: az eredetileg oly puritán-dísztelen dallamot rafinált ékítményekkel cizellálja mívesebbé, csillogóbbá.

### Presto
A Presto tempójú zárótétel a scherzo és rondo elemeit egyesíti magában, de egyúttal szintézise a barokk szvit-tételek egyenletesen lüktető örök-mozgásának és a klasszikus rondók táncos vibrálásának is.

## Média
- Bartók: Szólószonáta Yehudi Menuhin előadásában a YouTube-on.

## Autográf anyagok
- Vázlatok és folyamatfogalmazvány (teljes), Bartók arab gyűjtőfüzetének 37–64. oldalán (Bartók Péter gyűjteménye: 81FSS1; egy fúgatéma [?] a török gyűjtőfüzetben, Bartók Péter gyűjteménye: 80FSS1, 95. p.)
- Autográf lichtpaus tisztázat (Bartók Péter gyűjteménye: 81VFC1)
- Javított lichtpaus másolatok:

1. Y. Menuhin első megjegyzéseit tartalmazó példány (Bartók Péter gyűjteménye: 81 VFC2)
2. Bartók munkapéldánya jegyzetekkel (Bartók Péter gyűjteménye: 81VFC4)
3. Játszópéldányként montírozva, R. Kolisch példánya (Bartók Archívum, Budapest: 2410; egy másik változata: magángyűjtemény)
4. Menuhin játszópéldánya (magángyűjtemény; fotokópia: Bartók Archívum, Budapest)
5. 10 pp., a Boosey & Hawkes 15896 elsőkiadás (1947) metszőpéldánya (Menuhin közreadása, kiadásra előkészítette E. Stein) (Bartók Péter gyűjteménye: 81VFC3).